# Siagonodon septemstriatus
Leptotyphlops septemstriatus là một loài rắn trong họ Leptotyphlopidae. Loài này được Schneider mô tả khoa học đầu tiên năm 1801.